# ジングル (ラジオ)
ジングル（英: jingle）とは、ラジオ番組などでコマーシャルの開始や終了、楽曲・コーナーの切り替わりなど、番組の節目に挿入される短い音楽などの総称。サウンドデザイナーや作曲家により製作され、それらはテレビ番組におけるアイキャッチに相当するものでもある。

## 概要
放送局として共通で使用するものと、番組独自に作成し使用するものの、大きく分けて二つが存在する。放送局によって呼び方が違う場合があり、一部の放送局では「SS=（サウンド）ステッカー」（TBSラジオなど）、「アタック」（文化放送など）とも呼ばれる。また放送局の周波数やキャッチコピーを使うものが多い（TOKYO FM「TOKYO FM 80.Love♪」、J-WAVE「Soundscape and Imagination, 81.3」など）。
放送局が作成するだけでなく、ジングル作成専門の製作会社、もしくはメジャーアーティストが作成・歌唱したジングルを使用する放送局もある（TOKYO FM:m-flo、RIP SLYME、chay、ピチカート・ファイヴなど）。また、番組によっては、リスナーから内容を募集することもある（山里亮太の不毛な議論、星野源のオールナイトニッポン、真空ジェシカのラジオ父ちゃん等）。